# Albert van Aken
Albert van Aken, lat. Albertus of Albericus Aquensis (waarschijnlijk vóór 1080 - na 1120), was een Duits geestelijke en auteur van een Latijnse geschiedenis over de Eerste Kruistocht. Hij was waarschijnlijk kanunnik en custos van de Mariadom in Aken.

## Historia Ierosolimitana
Over Albert van Aken is alleen geweten wat kan worden afgeleid uit zijn Historia Hierosolymitanae expeditionis, een twaalfdelige geschiedenis van de expeditie naar Jeruzalem. Het werk is ook bekend onder de alternatieve titels Chronicon Hierosolymitanum de bello sacro en Liber Christianæ expeditionis pro ereptione, emundatione, restitutione sanctæ Hierosolymitanæ ecclesiæ. Hij schreef de boeken I-VI in de eerste jaren van de 12e eeuw en de rest mogelijk in de jaren 1120/1130. De geschiedenis begint in 1095 met de Synode van Clermont, om dan verder te gaan met de Volkskruistocht onder Pieter de Kluizenaar, een episode waarvoor Albert vrijwel de enige bron is. Getrouw aan zijn voornemen doet hij vervolgens uitgebreid verslag over de Eerste Kruistocht, waarna hij nog verschillende boeken wijdt aan de vroege geschiedenis van het Koninkrijk Jeruzalem. Hij eindigt nogal abrupt in het jaar 1119.
Albert heeft zelf nooit voet gezet in het Heilige Land. Ook literaire bronnen lijkt hij nauwelijks te hebben gebruikt, behalve enige Chansons de geste (in het bijzonder een vroege versie van het Chanson d'Antioche). Wat hij bracht was in hoofdzaak orale geschiedenis (ex auditu et relatione, in zijn eigen woorden). Naast mondelinge verzamelde hij mogelijk ook schriftelijke getuigenissen van kruisvaarders. De grote aandacht voor daden van soms obscure deelnemers, vooral uit het Rijnland, geeft een idee van wie deze getuigen waren en voor welk milieu hij schreef. Hij lijkt te behoren tot de 'keizerlijke' traditie en onafhankelijk te zijn van de 'Franse' bronnen (Gesta Francorum, Fulcher van Chartres, Raymond van Aguilers). Dit op zich al maakt zijn verslag zeer waardevol. Voor de 19e-eeuwse hypothese dat hij zich baseerde op een verloren Lorreinse kroniek, bestaat weinig steun.
Aartsbisschop Willem van Tyrus maakte gebruik van de eerste helft van de Historia voor de eerste acht boeken van zijn Belli sacri historia. Dit was de belangrijkste weg langs waar Albert van Aken de historiografie beïnvloedde. Het drukken van zijn Historia in 1584 bracht daar weinig verandering in. In de 19e eeuw opende Heinrich von Sybel een groot debat over de historische waarde van Alberts Historia. Nog lange tijd werd het werk als problematisch gezien. Ondanks het legendarische materiaal dat er ongetwijfeld in verweven zit en de cijfermatige overdrijvingen, is de recente conclusie toch dat hij een vrij getrouw verslag heeft gebracht, het langste, meest complete en meest gedetailleerde dat we hebben over die episode.

## Uitgaven en vertalingen
- Albert of Aachen, Historia Ierosolimitana, Latijns-Engelse editie bezorgd door S. Edgington, 2 dln., 2007
- Albert von Aachen, Geschichte des ersten Kreuzzugs, vertaald door H. Hefele, 2 dln., 1923
- Historia Hierosolymitanae expeditionis (The Latin Library), in: Jacques-Paul Migne (red.), Patrologia Latina, vol. 166, 1854
- Albert d'Aix, Histoire des faits et gestes dans les régions d'Outre-Mer, Franse vertaling van François Guizot, 1824

## Voetnoten
1. ↑  Geschichte des ersten Kreuzzugs, 1841, p. 72 e.v. Gearchiveerd op 22 december 2021.